# Branko Pejaković
Branko Mitrov Pejaković (* 1927; † 15. Oktober 2016) war ein serbischer Jazz-Bassist und Übersetzer.
Pejaković arbeitete in den 1950er-Jahren als Leiter des Orkestar Radio Beograda II und als Bassist in der westdeutschen Jazzszene. 1955 trat er als Mitglied des Jutta Hipp Quintet auf dem Deutschen Jazzfestival und in Schweden mit Lars Gullin auf; in den folgenden Jahren spielte er bei Helmut Weglinski, ab den 1960er-Jahren bei Max Greger (European Jazz Sounds, 1963), in dessen Big Band er auf den Berliner Jazztagen 1964 auftrat, den Diamond Ramblers (u. a. mit Benny Bailey und Armin Rusch) und Fred Spannuth. In den 1960er Jahren sprang er auch als Vertretung im Duke Ellington Orchestra ein. 1974 trat er mit den Yugoslav Export Jazz Stars auf dem 15. International Jazz Festival Ljubljana auf. In seinen späteren Jahren spielte er noch mit Jenny Evans (Shiny Stockings, 1997) und Dusko Goykovich (A Handful of Soul). Im Bereich des Jazz war er zwischen 1955 und 2004 an 15 Aufnahmesessions beteiligt, außerdem mit Ingrid Caven und Siegfried Schwab. Er war Dozent beim Landesjugend-Jazzorchester Bayern, das auch viele Arrangements von ihm und Goykovich benutzte.
Ab Mitte der 1970er Jahre übersetzte er auch zahlreiche Bücher von Milovan Đilas ins Deutsche.